# Jupille (Rendeux)
Ne doit pas être confondu avec Jupille-sur-Meuse.
Jupille appelé aussi Jupille-sur-Ourthe est un village de la commune belge de Rendeux située en Région wallonne dans la province de Luxembourg.
Avant la fusion des communes de 1977, Jupille faisait partie de la commune de Hodister.

## Situation
Ce petit village ardennais se situe en rive gauche de l'Ourthe entre La Roche-en-Ardenne située 6 km en amont et Marcourt à 2,5 km en aval. L'Ourthe qui y amorce un virage à plus de 90 degrés se sépare momentanément en trois bras. Sur la rive opposée, un versant abrupt et boisé domine le village. Jupille est traversé par la route nationale 833 qui relie Hotton à La Roche-en-Ardenne.

## Description
Plusieurs constructions anciennes sont visibles dans ce village sis au bord de la rivière.
Le moulin de Jupille qui daterait du XVIe siècle, construit sous l'impulsion du seigneur Jean Geubel de Provedroux, fut reconstruit au XVIIe siècle à la suite d'un incendie puis transformé au cours du XIXe siècle. Il est situé sur un bief provenant d'un bras de l'Ourthe et possède toujours sa roue à aubes.
La ferme Monseur située au centre du village est construite en moellons de grès et en pierre bleue. Elle est citée dès 1721.
Le pont de Jupille formé de quatre arches franchit l'Ourthe.
L'église Saint Remacle se situe le long de la N.833 et à proximité de l'Ourthe qui coule derrière son chœur. Entourée de son cimetière, elle est bâtie en moellons de grès et possède un portail en pierre de taille formant un arc brisé.

## Activités
Assez proche de La Roche-en-Ardenne, Jupille compte deux hôtels-restaurants ainsi que des gîtes ruraux.